# Tonio Selwart
Tonio Selwart est un acteur allemand, né Anton Theodor Selmair le 9 juin 1896 à Wartenberg (Bavière, alors dans l'Empire allemand), et mort le 2 novembre 2002 à New York (État de New York).

## Biographie
Tonio Selwart (nom de scène) entame au théâtre sa carrière d'acteur, en Europe, avant de la poursuivre aux États-Unis, qu'il rejoint au début des années 1930. Dans son pays d'adoption, il joue notamment à Broadway, où sa première pièce en 1932 est Liliom de Ferenc Molnár (avec Joseph Schildkraut — rôle-titre —, Howard Da Silva, Eva Le Gallienne et Burgess Meredith).
Il se produit à Broadway dans huit autres pièces, la dernière représentée en 1957. Parmi elles, citons Candle in the Wind (en) de Maxwell Anderson (1941-1942, avec Helen Hayes, Lotte Lenya et Joseph Wiseman).
Au cinéma, il apparaît pour la première fois dans le film américain Les bourreaux meurent aussi de Fritz Lang (avec Brian Donlevy, Walter Brennan et Anna Lee), sorti en 1943. Il y personnifie un officier nazi, rôle qu'il retrouvera à plusieurs reprises. Le dernier de ses vingt-quatre films est The Other Side of the Wind d'Orson Welles (1972, inachevé, avec John Huston et Peter Bogdanovich).
Outre des films américains, Tonio Selwart contribue à des films italiens (ou en coproduction), dont Senso de Luchino Visconti (1954, avec Alida Valli et Farley Granger), Hélène de Troie de Robert Wise (1956, avec Rossana Podesta et Jacques Sernas) et La Bataille pour Anzio de Duilio Coletti et Edward Dmytryk (son avant-dernier film, 1968, avec Robert Mitchum, Peter Falk et Robert Ryan).
À la télévision américaine, il apparaît dans onze séries (majoritairement consacrées au théâtre) dès 1949 ; la dernière est Les Accusés, avec un épisode diffusé en 1963. S'y ajoute le téléfilm La Cinquième Colonne de John Frankenheimer (1960, avec Richard Burton et Maximilian Schell).

## Théâtre à Broadway (intégrale)
- 1932 : Liliom de Ferenc Molnár, adaptation de Benjamin Glazer, mise en scène d'Eva Le Gallienne : Le deuxième policier
- 1932-1933 : Alice au pays des merveilles (Alice in Wonderland), adaptation par Eva Le Gallienne et Florida Friebus du roman éponyme de Lewis Carroll, costumes d'Irene Sharaff : Le poisson-valet
- 1933-1934 : The Pursuit of Happiness d'Alan Child et Isabelle Louden : Max Christman
- 1936 : The Laughing Woman de Gordon Daviot : René Latour
- 1940 : Russian Bank de Theodor Komisarjevsky et Stuart Mims : Grand Duc Nikita
- 1941-1942 : Candle in the Wind de Maxwell Anderson, mise en scène d'Alfred Lunt : Lieutenant Schoen
- 1946-1947 : Temper the Wind d'Eduard Mabley et Leonard Mins : Erich Jaeger
- 1948 : Seeds in the Wind d'Arthur Goodman : Stefan Jakubec
- 1957 : The Hidden River de Ruth et Augustus Goetz : Général Otto von Kettler

## Filmographie

### Cinéma (intégrale)
- 1943 : Les bourreaux meurent aussi (Hangmen Also Die!) de Fritz Lang : Le chef de la Gestapo Kurt Haas
- 1943 : L'Ange des ténèbres (Edge of Darkness) de Lewis Milestone : Paul
- 1943 : La Croix de Lorraine (The Cross of Lorraine) de Tay Garnett : Major Bruhl
- 1943 : L'Étoile du Nord (The North Star) de Lewis Milestone : Un capitaine allemand
- 1944 : Tampico, de Lothar Mendes : Kruger
- 1944 : Hitler et sa clique (The Hitler Gang) de John Farrow : Alfred Rosenberg
- 1944 : Le Président Wilson (Wilson) d'Henry King : Comte Von Bernstorff
- 1944 : Strange Affair (en) d'Alfred E. Green : Leslie Carlson
- 1947 : Les Conquérants d'un nouveau monde (Unconquered) de Cecil B. DeMille : Un enchérisseur sur le marché d'esclaves
- 1951 : Espionne de mon cœur (My Favorite Spy) de Norman Z. McLeod : Harry Crock
- 1951 : Le Loup de la frontière (Il lupo della frontiera) d'Edoardo Anton : Peter
- 1954 : Senso de Luchino Visconti : Colonel Kleist
- 1954 : Haine, Amour et Trahison (Tradita) de Mario Bonnard : Général Renner
- 1954 : La Comtesse aux pieds nus (The Barefoot Contessa) de Joseph L. Mankiewicz : Un prétendant
- 1956 : Hélène de Troie (Helen of Troy) de Robert Wise : Alpheus
- 1956 : Intrigue au Congo (Congo Crossing) de Joseph Pevney : Carl Rittner
- 1958 : La Tempête (La tempesta) d'Alberto Lattuada : rôle non-spécifié
- 1958 : La Maja nue (The Naked Maja) d'Henry Koster : Aranda
- 1960 : Cinq Femmes marquées (Five Branded Women) de Martin Ritt : rôle non-spécifié
- 1961 : Romanoff et Juliette (Romanoff and Juliet) de Peter Ustinov : Le président des États-Unis
- 1962 : Miracle à Cupertino (The Reluctant Saint) d'Edward Dmytryk : rôle non-spécifié
- 1963 : Le Signe de Zorro (Il segno di Zorro) de Mario Caiano : rôle non-spécifié
- 1968 : La Bataille pour Anzio (Lo sbarco di Anzio) de Duilio Coletti et Edward Dmytryk : Général Van MacKensen
- 1972 : The Other Side of the Wind d'Orson Welles (inachevé) : Le baron

### Télévision (sélection)
- 1953 : Suspense, saison 5, épisode 15 Career de Robert Mulligan : Hans
- 1960 : La Cinquième Colonne ( The Fifth Column), téléfilm de John Frankenheimer : rôle non-spécifié
- 1963 : Les Accusés (The Defenders), saison 2, épisode 29 The Colossus de Paul Bogart : Dr von Ecker